# Kőbánya alsó
Kőbánya alsó je železniční zastávka v Budapešti. Zastávka byla otevřena v roce 1944, kdy nahradila původní stanici.

## Provozní informace
Zastávka má nástupiště mezi dvěma traťovými kolejemi. Je v ní možnost zakoupit jízdenky. Trať procházející zastávkou je elektrizovaná (střídavý proud 25 kV, 50 Hz). Provozuje ji společnost MÁV.

## Doprava
Zastavují zde pouze osobní vlaky do Budapešti, Lajosmizse, Kecskemétu, Szolnoku a Székesfehérváru. Poblíž zastávky se nachází zastávka MHD Kőbánya alsó vasútállomás.

## Tratě
Zastávkou procházejí tyto tratě:
- Železniční trať Budapešť – Cegléd – Szolnok (MÁV 100a)
- Železniční trať Budapešť – Lajosmisze – Kecskémet (MÁV 142)